# Staurastrum vesiculatum
Staurastrum vesiculatum là một loài Song tinh tảo trong họ Desmidiaceae, thuộc chi Staurastrum.